# Merosargus frosti
Merosargus frosti är en tvåvingeart som beskrevs av James 1941. Merosargus frosti ingår i släktet Merosargus och familjen vapenflugor.
Artens utbredningsområde är Ecuador. Inga underarter finns listade i Catalogue of Life.